# Kirchheim, Ilm
Kirchheim là một đô thị ở huyện Ilm, bang Thüringen, Đức. Đô thị này có diện tích 21,22 km², dân số thời điểm 31 tháng 12 năm 2006 là 1237 người.